# Live at Ronnie Scott’s (video)
A Live at Ronnie Scott's a brit énekes-dalszerző Lisa Stansfield 2005 júliusában és augusztusában  Európában megjelent DVD-je, mely Stansfield teltházas koncertjének felvétele, melyet a londoni Ronnie Scott Jazz Klubban rögzítettek 2002-ben.
A zenekritikusok elismerően nyilatkoztak a fellépéssel kapcsolatosan, amely a méltán híres Ronnie Scott Jazz klubban került megrendezésre. Stansfield kedvenc jazz felvételeiből válogatott, és legnagyobb slágereit is előadta. "Ez nehéz  munka volt, de szeretnék még több ilyen privát előadásokat csinálni" - mondta Stansfield. Nagyon közeli, és személyes egy ilyen előadás a közönség előtt, és nagyon is valóságos.

## Számlista
| #   | Cím                               | Hossz |
| --- | --------------------------------- | ----- |
| 1.  | 8-3-1                             |       |
| 2.  | The Real Thing                    |       |
| 3.  | So Natural                        |       |
| 4.  | Make Love to Ya                   |       |
| 5.  | Tenderly                          |       |
| 6.  | Someday (I'm Coming Back)         |       |
| 7.  | Don't Explain                     |       |
| 8.  | They Can't Take That Away from Me |       |
| 9.  | Didn't I                          |       |
| 10. | Change                            |       |
| 11. | Live Together                     |       |
| 12. | I've Got Something Better         |       |
| 13. | Face Up                           |       |
| 14. | All Woman                         |       |
| 15. | Never, Never Gonna Give You Up    |       |
| 16. | People Hold On                    |       |
| 17. | All Around the World              |       |

| 18. | Exclusive interview | 19:00 |

## Kiadási előzmények
| Régió              | Dátum              | Label                     | Formátum | Katalógus       |
| ------------------ | ------------------ | ------------------------- | -------- | --------------- |
| Németország        | 2005. július 18.   | Edel AG                   | DVD      | 4 029758 642382 |
| Egyesült Királyság | 2005. augusztus 8. | Eurotrim Products Limited | DVD      | 5 060061 810975 |